# Кохман Ігор Олегович
Ігор Олегович Кохман (нар. 18 червня 1997) — український футболіст, нападник тернопільської «Ниви».

## Життєпис
Ігор Кохман народився 18 червня 1997 року. У ДЮФЛУ з 2010 по 2012 роки виступав за «Тернопіль», а у 2012—2014 роках захищав кольори «Скали» (Моршин).
У 2014 році розпочав виступати на дорослому рівні у клубі «Поділля-Агрон», яке брало участь у чемпіонаті Тернопільської області. На початку березня 2015 року перейшов до складу тернопільської «Ниви», ставши першим новачком команди під час зимової перерви сезону 2014/15 років. У складі тернополян дебютував 29 березня 2015 року в програному (0:2) домашньому матчі 19-го туру першої ліги чемпіонату України проти чернігівської «Десни». Кохман вийшов на поле на 76-ій хвилині, замінивши Ігора Озарківа. Загалом у футболці «Ниви» у першій лізі зіграв 4 матчі.
Нині продовжує виступати у складі ФК «Нива» в першій лізі чемпіонату України.